# 벤 다이어그램
벤 다이어그램(Venn diagram)은 서로 다른 집합들 사이의 관계를 표현하는 다이어그램이다. 전체집합과 그 부분집합의 관계, 또 부분집합과 부분집합의 합집합 및 교집합, 그리고 부분집합의 전체집합에 관한 여집합 등을 폐곡선으로 나타낸 그림이라고도 표현할 수 있다. 1880년에 존 벤에 의해 처음 고안되었다.

## 예

A: 두 다리 생물의 집합
B: 날 수 있는 생물의 집합

오른쪽 그림에서, 주황색 원(집합 A)은 다리가 두 개인 모든 생물들, 푸른 원(집합 B)은 날 수 있는 모든 생물들을 나타낸다. 각종 생물은 곧 그림의 어느 곳에 위치한 점과 같다. 예를 들어 비둘기처럼 두 다리를 가진 날 수 있는 생물은, 두 원이 겹치는 부분에 위치하는 점이다.
인간과 펭귄은 다리가 두 개여서 주황색 원에 위치하나, 날지는 못하므로 푸른 원과 겹치지 않은 곳에 위치한다. 날 수 있지만 다리가 여섯 개인 모기는, 푸른 원 중 주황색 원과 겹치지 않은 부분에 있다. 고래나 거미처럼, 두 다리를 갖지도 않고 날지도 못하는 생물은 두 원의 바깥에 있을 것이다.
A와 B를 합친 영역을 A와 B의 합집합이라고 한다. 이는 곧 두 다리를 가졌거나, 날 수 있거나, 혹은 양쪽 다에 해당하는 생물들을 모은 것이다.
A와 B가 겹쳐진 영역을 A와 B의 교집합이라고 한다. 이는 곧 두 다리와 날 수 있는 능력을 동시에 갖춘 생물들을 모은 것이다.

## 집합 연산의 표현
- 두 집합의 교집합
{\displaystyle R\cap S}
- 두 집합의 합집합
{\displaystyle R\cup S}
- 두 집합의 대칭차
{\displaystyle S~\triangle ~R}
- S의 R에 대한 차집합
{\displaystyle S-R}
- A의 U에 대한 여집합
 {\displaystyle A^{c}=U\setminus A=U-A}

## 같이 보기
- 논리 연산